# Heros efasciatus
Heros efasciatus là một chi các nước ngọt nhiệt đới bản địa lưu vực Amazon ở Nam Mỹ. Loài này thường được nuôi làm cá cảnh, thường loài nuôi làm cảnh có màu vàng hơn là màu ô liu của loài sinh sống trong hoang dã.